# ジャック・ダルー
ジャック・ダルー（Jack Daru , 1990年9月7日 - ）は、タイ王国バンコク出身のプロ野球選手（捕手）。

## 経歴
父親がアメリカ人・母親がタイ人のハーフで、タイとアメリカの両国籍を有する。
大学野球、アマチュア野球（サマーリーグ）のサムライ・サンディエゴなどを経て、2015年3月11日にベースボール・チャレンジ・リーグの石川ミリオンスターズへ入団した。51試合に出場し打率.235、0本、18打点の成績を残したが、このシーズン限りで退団した。
2012年11月には、弟のジョー・ダルーとともに第3回WBC予選のタイ代表に選出されている。
また2014年の仁川アジア大会や2018年のジャカルタ/パレンバンアジア大会でもタイ代表に選出されている。

## 詳細情報

### 年度別打撃成績
| 年 度    | 球 団    | 試 合 | 打 数 | 得 点 | 安 打 | 二 塁 打 | 三 塁 打 | 本 塁 打 | 打 点 | 三 振 | 四 球 | 死 球 | 犠 打 | 犠 飛 | 盗 塁 | 失 策 | 併 殺 打 | 打 率 | 出 塁 率 | 長 打 率 | O P S |
| -------- | -------- | ----- | ----- | ----- | ----- | -------- | -------- | -------- | ----- | ----- | ----- | ----- | ----- | ----- | ----- | ----- | -------- | ----- | -------- | -------- | ----- |
| 2015     | 石川     | 51    | 119   | 6     | 28    | 6        | 0        | 0        | 18    | 41    | 12    | 1     | 0     | 1     | 0     | 4     | 4        | .235  | .308     | .336     | .644  |
| 通算:1年 | 通算:1年 | 51    | 119   | 6     | 28    | 6        | 0        | 0        | 18    | 41    | 12    | 1     | 0     | 1     | 0     | 4     | 4        | .235  | .308     | .336     | .644  |

### 背番号
- 35 （2015年）